# Dalbergia chapelieri
Espèce
Synonymes
- Dalbergia pterocarpiflora Baill.[1]

Statut de conservation UICN

 NT  : Quasi menacé
Dalbergia chapelieri est une espèce de plantes à fleurs de la famille des Fabaceae.

## Publication originale
- Bulletin Mensuel de la Société Linnéenne de Paris 1(55): 436. 1884.